# Asturias (band)
Asturias is een Japanse muziekgroep, die ontstond in 1987. Leider van de band is Yoh Ohyama. Asturias drijft mee op een golf van Japanse progressieve rock, die dan in een klein gezelschap zeer gewild is. De Japanners grepen in hun muziek meer terug naar de symfonische rock uit de beginjaren 70, terwijl de meeste Europese bands (al dan niet met diezelfde invloeden) nieuwere paden probeerden te ontdekken.
De muziek van Asturias heeft veel weg van de muziek van Mike Oldfield en Camel. In 1993 valt de band uiteen, doch Ohyama gaf de band een doorstart, soms ook onder de naam van Acoustic Asturias. De laatste jaren geeft een kentering te zien in de muziek. Er wordt vaker gebruikgemaakt van traditionelere muziekinstrumenten. De muziek krijgt daardoor een beetje het karakter van een mengeling van progressieve rock en kamermuziek.
Alle muziekalbums zijn in Japan verschenen, slechts sommige zijn in Europa en de rest van de wereld uitgebracht door het Franse platenlabel Musea Records.

## Discografie
- 1988: Circle in the forest
- 1990: Brilliant streams
- 1993: Cryptogram illusion
- 2004: Bird eyes view (ep)
- 2006: Marching grass in the hill
- 2008: In Search of the Soul Trees
- 2017: At the edge of the world
- 2018: Across the bridge to heaven (alleen uitgebracht in Japan)